# Гожиці (Малопольське воєводство)
Гожиці (пол. Gorzyce) — село в Польщі, у гміні Жабно Тарновського повіту Малопольського воєводства.
Населення — 803 особи (2011).
У 1975—1998 роках село належало до Тарновського воєводства.

## Географія
Селом тече річка Жабниця та Велополька.

## Демографія
Демографічна структура станом на 31 березня 2011 року:
|          | Загалом | Допрацездатний вік | Працездатний вік | Постпрацездатний вік |
| -------- | ------- | ------------------ | ---------------- | -------------------- |
| Чоловіки | 391     | 83                 | 258              | 50                   |
| Жінки    | 412     | 82                 | 239              | 91                   |
| Разом    | 803     | 165                | 497              | 141                  |